# Jorden runt med Fanny Hill
Jorden runt med Fanny Hill är en svensk film från 1974 i regi av Mac Ahlberg och med manus av Ahlberg och Albert G Miller. I rollerna ses bland andra Shirley Corrigan, Peter Bonke, Gaby Fuchs.

## Om filmen
Inspelningen ägde rum mellan den 9 januari och 1 april 1973 i Europafilms studio i Sundbyberg, München, Los Angeles, Hongkong och Venedig. Filmen gjordes efter ett manus av Ahlberg och Albert G Miller och gjordes med Mikael Salomon som fotograf och Tore Sjöberg som producent. Filmen klipptes av Ingemar Ejve och premiärvisades den 22 mars 1974 i Haugesund i Norge. Sverigepremiär hade den 25 april 1975 på biograf Cinema i Stockholm.

## Handling
Fanny är trött på sin man Roger och övertalar vännen Monica att förföra honom så att hon kan få en ursäkt att skilja sig. Planen lyckas och Fanny och Monica beger sig till Hollywood där Fanny blir upptäckt av en porrfilmsproducent.

## Rollista
- Shirley Corrigan – Fanny Hill
- Peter Bonke – Roger Boman, hennes man, reklamfilmare
- Gaby Fuchs – Monica, Fannys väninna
- Bo Brundin – Peter Wild, filmregissör
- Peter Kuiper – Anthony Pomodori
- Marie Ekorre – Anita
- Gösta Prüzelius – advokat
- Christina Hellman	– sekreterare
- Christina Lindberg – fotomodell
- Darja Olsson – fotomodell
- Judith Salomon Jaen – fotomodell
- Eva Karlsson – fotomodell
- Bengt Wanselius – fotograf
- Lasse Lundberg – fotograf
- Karl-Heinz Windhorst – polisbefäl
- Walter Feuchtenberg – åklagare
- Josef Moosholzer – domare
- P. Michael Cromer – casting director
- Josef Schwarz	– PR-chef
- Walter Buschhoff – William
- Nico Wolfstätter – Viktor
- Kristopher Kum – innehavare
- Peter Thelin – vacker ung man
- Hubert Gantner – trumslagare
- Valerie Geist – kommittékvinna
- Oskar von Schaab – kommittéman
- Joachim Hackethal – bärare
- Erich Gleiber – bärare
- Paul Fillip – fotograf
- Felix Franchy	– baron
- Ann Barton – journalist
- Romeo & Julia	– liveshowparet

### Fotnoter
1. 1 2 3  ”Jorden runt med Fanny Hill”. Svensk Filmdatabas. http://sfi.se/sv/svensk-filmdatabas/Item/?itemid=4951&type=MOVIE&iv=Basic&ref=/templates/SwedishFilmSearchResult.aspx?id%3d1225%26epslanguage%3dsv%26searchword%3dJorden+runt+med+Fanny+Hill%26type%3dMovieTitle%26match%3dBegin%26page%3d1%26prom%3dFalse. Läst 1 maj 2013.